# Eluveitie

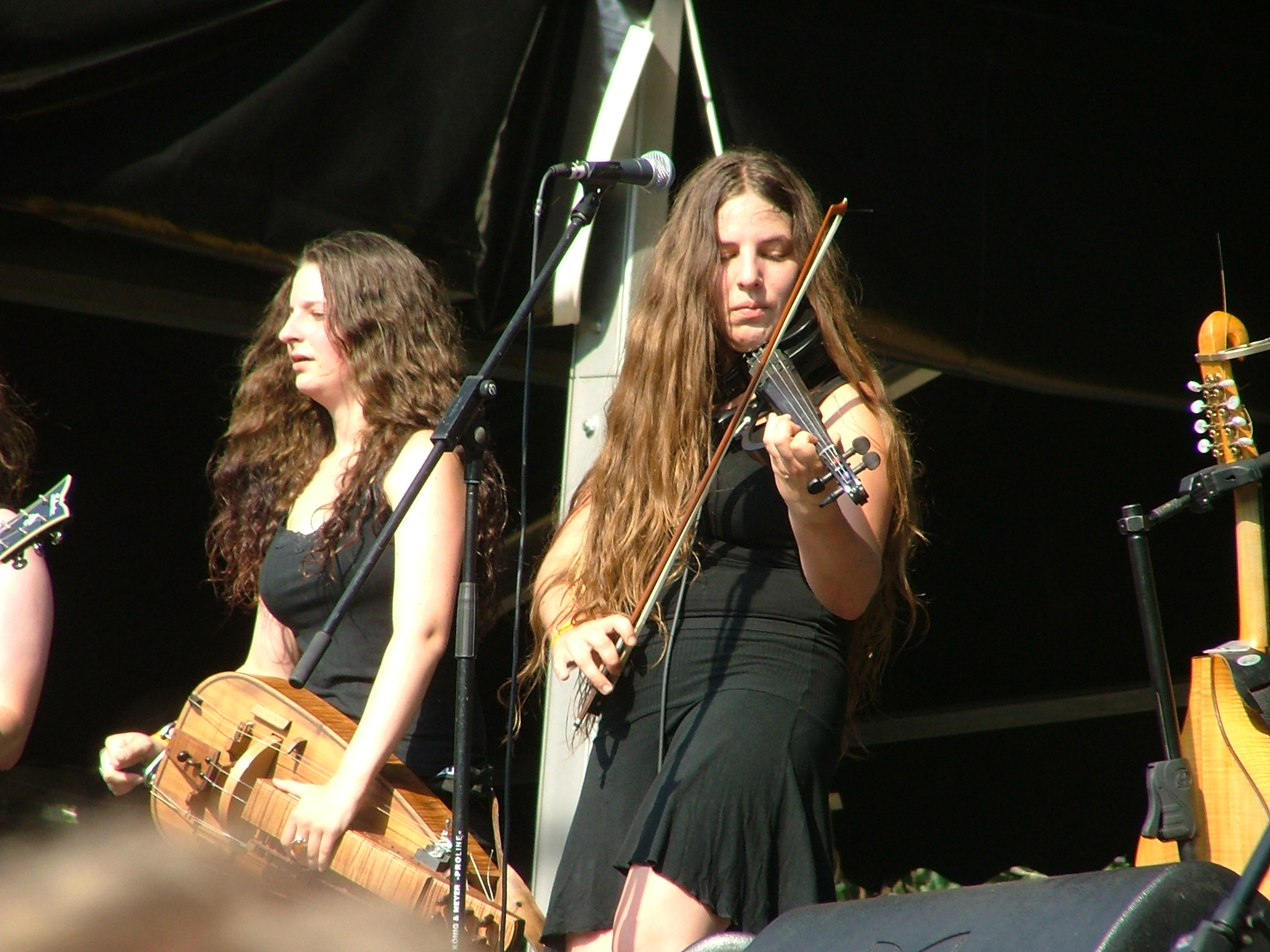
Draailier en viool

Eluveitie is een melodieuze folk-deathmetalband uit Winterthur (Zürich, Zwitserland). De band werd opgericht in 2002 door Chrigel Glanzmann en bestaat uit 8 mensen. Er wordt gezongen en gegrunt in het Engels en in een gereconstrueerde vorm van het Gallisch. In de muziek staat de liefde voor de Helvetiaanse wortels centraal. De naam Eluveitie is dan ook Etruskisch voor de Helvetiërs.

## Geschiedenis

### Formatie en eerste platencontract - 2002-2007
Na een aantal mislukte eerdere pogingen om een band op te richten, begon Christian "Chrigel" Glanzmann in de winter van 2002 een studioproject met een aantal gastmuzikanten. Hij doopte het project "Eluveitie", in verwijzing naar een Mantuaanse muurtekening van rond 300 v. Chr. Op die tekening stond, in Etruskische letters, "Eluveitie" (geïnterpreteerd als "elveitios", waarschijnlijk een referentie naar de Helvetii-stam die toen in en rond Mantua leefde).
In oktober 2003 volgde de demo "Vên". Glansmann besloot om het eenmans-studioproject uit te bouwen naar een volledige band, en trok negen andere muzikanten, wat van Eluveitie een 10-koppige band maakte.
In 2004 speelde de band zijn eerste optredens, onder andere op het Zwitserse festival Elements of Rock (alwaar het podium werd gedeeld met de Nederlandse Viking/black metalband Slechtvalk), en tekende ook zijn eerste platencontract bij het Nederlandse Fear Dark Records. Met dat platencontract onder de arm trok de band de studio in om Vên opnieuw op te nemen. Na de re-release van Vên volgde nog een aantal concerten, waaronder enkele concerten tijdens de "Fear Dark Festival"-concertreeks en enkele concerten in het voorprogramma van enkele folk metal-grootheden als Korpiklaani en Cruachan; Glanzmann stuurde ook een demo naar Keith van Cruachan.
Vanaf dat moment draaide de band voltijd. Zes leden verlieten de band om uiteenlopende redenen; Glanzmann, Sevan Kirder, Meri Tadic en Dide Marfurt bleven over. Sevan Kirder kon zijn broer overtuigen om in de band te stappen; verdere aanvulling werd gevonden in Merlin Sutter en Ivo Henzi.
In 2006 droeg Eluveitie hun vertolking van "Vanadis" bij aan een tweedelig album voor Falkenbach ter ere van het 15-jarig bestaan van die band. In de zomer van datzelfde jaar volgde Eluveitie's debuutalbum "Spirit". Hoewel 'Spirit' officieel pas op 1 juni officieel zou uitkomen, werd het album al verkocht op de Fear Dark- festivals, tijdens de band's eerste tour in mei.
Nog datzelfde jaar stopten opnieuw twee leden van de band. Sarah Wauquiez werd vervangen door Anna Murphy; Linda Suter stopte, maar werd niet vervangen.

### Nuclear Blast en releaseSlania & Everything Remains (As It Never Was) (2007-2012
In november 2007 kondigde de band aan dat ze een platencontract tekende bij het Duitse Nuclear Blast. 4 maanden later (5 februari 2008) volgde de release van het 2de album "Slania". De naam van het album verwijst naar een meisjesnaam die Chrigel zag staan op een 2500 jaar oude graftombe.
Op 4 juni 2008, kondigden de broers Rafi en Sevan Kirder op hun Myspace pagina aan dat ze Eluveitie zullen verlaten na hun concert op Metal Camp Open Air in Slovenië.
Eluveitie's eerste deel van hun akoestische project, Evocation, werd ook in 2008 aangekondigd. Het album kreeg de naam "Evocation I - The Arcane Dominion". De release volgde in april 2009. In de Metal Hammer van mei 2009, werd een bonusalbum bijgevoegd waarin 8 liedjes van Evocation I en 5 liedjes van Slania werden gebundeld onder de naam Slania/Evocation I - The Arcane Metal Hammer Edition.
Via hun website, kondigde de band op 17 september 2009 aan dat ze aan het werken waren aan een volgend album. Dat album kreeg de naam "Everything Remains (As It Never Was). De release volgde op 19 februari 2010, al kon je het al 1 week eerder beluisteren op hun Myspace-pagina.
Tijdens datzelfde jaar, volgde een grote tour in Europa en Noord Amerika. Tijdens Wacken Open Air ontving de band de erkenning van "Up en Coming 2010" van Metal Hammer.

### HelvetiosenOrigins(2012-2015)
Met Helvetios, bracht Eluveitie nog een metalalbum uit in februari 2012. Tijdens een interview met Metal Blast magazine in het najaar van datzelfde jaar, vertelde Chrigel dat hij zowel bezig was met het schrijven van akoestische nummers als metalnummers, al was er geen duidelijkheid over wanneer we de albums te horen krijgen. Ook nog datzelfde jaar, bracht Eluveitie een compilatie uit waarin een 2de heropname van Vên en remaster van Slania zaten. Deze compilatie werd gereleased ter ere van het 10-jarig bestaan van de band.
Na de release van Helvetios volgde een wereld tournee dat 2 jaar duurde. Op 29 augustus 2013, kondigde de band aan dat, na het aflopen van deze tour, de band zich zal focussen op het afwerken van het album.
Tijdens de Swiss Music Awards van 2014, ontving Eluveitie de award van Beste Live Act (Nationaal). 1 maand later, kondigde de band een headlining tour aan met Arkona en Skálmöld als support acts.
Op 14 mei 2014, kondigde de band hun volgend album Origins aan. De band toonde ook al de artwork aan en kondigde ook nog aan dat het album thema's als de Galicisch-Keltische oorlogen en mythologie zal aansnijden. Een eerste single, King, volgde op 13 juni, waarna het album op 1 augustus werd uitgebracht.

### Veranderingen in line-up enEvocation II(2015-2016)
Op augustus 2015, kondigde Nicole Ansperger aan dat ze de band tijdelijk zal verlaten omwille van familiale omstandigheden, Shir-Ran Yinon verving Ansperger tot ze de band opnieuw vervoegde in juli 2016.
In mei 2016 volgde nog een grotere verandering in de bezetting. Nadat Merlin Sutter uit de groep werd gezet, volgde zowel Anna Murphy als Ivo Henzi. Terwijl ze hun laatste tour-verplichtingen vervulde, was het trio zelf al druk bezig met hun toekomst te bespreken. Niet veel later, kondigde het trio aan dat ze verder zullen gaan onder de naam Cellar Darling. Sutter werd vervangen door Alain Ackermann, Murphy werd vervangen door Michalina Malisz en Ivo Henzi werd vervangen door Jonas Wolf. In januari 2017 kondigde Eluveitie nog een nieuw lid, Fabienne Erni, aan.
In september 2016, kondigde de band aan dat ze begonnen zijn met het maken van hun 2de akoestische album. Het album, dat de naam Evocation II: Pantheon kreeg, werd op 18 augustus 2017 uitgebracht.

### Ategnatos
Op 14 oktober 2017, kondigde Eluveitie via sociale media aan dat ze begonnen zijn met het schrijven aan een opvolger voor Origins. De band kondigde aan dat ze het album zullen opnemen als hun Maximum Evocation tour met Amaranthe afloopt. Ze kondigden ook aan dat ze al een single opgenomen hadden in Tommy Vetterli's New Sound Studio. De single heet toepasselijk Rebirth en werd op 27 oktober 2017 gereleased. Dit nummer was ook meteen de eerste niet-akoestische opname met de nieuwe line-up.
Op 17 januari 2019, kondigde Eluveitie hun nieuw album aan via een teaser. Daarin werden zowel de titel, Ategnatos, en de releasedatum, 5 april 2019, aangekondigd. Het album zou rond het thema archetypes gaan. Tijdens 70000 Tons Of Metal, 2 weken na deze aankondiging, speelde de band al enkele nummers live. Ook werd een luistersessie georganiseerd, waarin het volledige album werd afgespeeld.
Op 1 februari 2019, bracht de band de titeltrack van het album uit als 2de single. Een 3de single volgde op 15 maart. Dit nummer heet Ambiramus.

## Stijl en karakteristieken
Eluveitie combineert traditionele Keltische melodieën met Gothenburg-stijl melodieuze deathmetal. De band gebruikt daarvoor traditionele folk-instrumenten zoals violen, Tinwhistles (en andere fluiten), doedelzakken en draailieren. De band haalt hun melodieën uit verschillende bronnen, waaronder ook Keltische traditionele melodieën. De meeste teksten zijn in het Engels geschreven, al heeft de band ook liedjes met Gallische en Keltische teksten. Die teksten zijn dan vaak gebaseerd op Gallische gebeden.

## Bezetting

### Huidige bezetting
- Christian "Chrigel" Glanzmann - Zang, mandola, doedelzak, bodhrán, verschillende soorten fluiten. (2002–heden)
- Alain Ackermann - Drums (2016–heden)
- Rafael Salzmann - Gitaar (2012–heden)
- Nicole Ansperger - Viool (2013–2015, 2016–heden)
- Jonas Wolf - Gitaar (2016–heden)
- Kay Brem - Basgitaar (2008–heden)
- Matteo Sisti - Doedelzak, verschillende soorten fluiten, mandola (2014–heden)
- Fabienne Erni - Zang, celtic harp, mandola (2017–heden)

### Oud-leden
- Sevan Kirder - Doedelzak, fluit, zang
- Rafi Kirder - Basgitaar, zang
- Linda Suter - Fiddle
- Sarah Kiener - Draailier
- Dani Fürer - Gitaar
- Dide Marfurt - Draailier
- Beni - Drums
- Sevi Binder - Zang
- Meri Tadic - Viool, zang
- Siméon Koch - Gitaar
- Patrick "Päde" Kistler - Doedelzak
- Merlin Sutter - Drums
- Ivo Henzi - Gitaar
- Anna Murphy - Zang, draailier
- Michalina Malisz - Draailier
- Annika Maria Riediger - Draailier (2022–2024)

## Discografie

### Albums
- Vên - 2003 (demo)
- Vên (Remastered) - 2004 (demo)
- Spirit - 2006
- Slania - 2008
- Evocation I - The Arcane Dominion - 2009 (akoestisch album)
- Everything Remains as It Never Was - 2010
- Helvetios - 2012
- The Early Years - 2012 (heropname van Vên en een remaster van Spirit, uitgebracht ter ere van het 10-jarig bestaan van de band)
- Origins - 2014
- Evocation II - Pantheon - 2017 (akoestisch album)
- Ategnatos - 2019
- Ànv - 2025